# فرودگاه چکوروکا
فرودگاه چکوروکا (به انگلیسی: Chekurovka) یک فرودگاه نظامی است که یک باند فرود علامت سؤال دارد و طول باند آن ۳۵۰۰ متر است. این فرودگاه در کشور روسیه قرار دارد و در ارتفاع ۲۴۸ متری از سطح دریا واقع شده‌است.